# Firenze e gli Uffizi 3D/4K

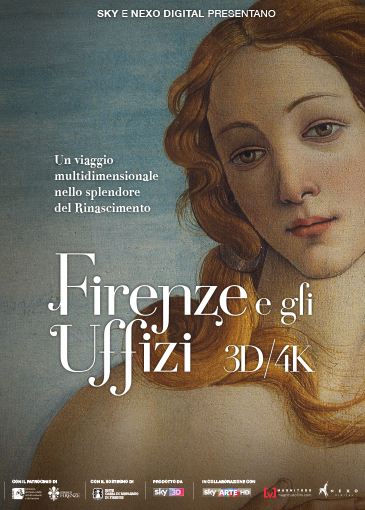
Locandina Firenze e gli Uffizi 3D 4K

Firenze e gli Uffizi 3D/4K  è un film d'arte diretto da Luca Viotto, prodotto nel 2015 da Sky in collaborazione con Magnitudo Film e con il patrocinio del Ministero dei beni e delle attività culturali e del turismo e del Comune di Firenze e con il sostegno di Ente Cassa di Risparmio Firenze.
Nel film la tecnologia 3D e 4K e le tecniche di modeling e dimensionalizzazione vengono messe al servizio del patrimonio artistico nazionale con lo scopo di valorizzarlo ed esportarlo in tutto il mondo.

## Trama
Il film è un viaggio multidimensionale e multisensoriale nel Rinascimento italiano attraverso le sue bellezze più rappresentative.
La struttura del film è basata sull'alternanza tra narrazione documentaristica ed emotiva. Quest'ultima è affidata, all'interno di un limbo atemporale, alla figura di Lorenzo de' Medici, personaggio chiave del Rinascimento fiorentino entrato in contatto con le personalità artistiche più importanti del periodo.
Il racconto-ricordo di Lorenzo il Magnifico è inframmezzato da sequenze dedicate alla scoperta dei luoghi simbolo di Firenze con oltre 10 location museali e 150 opere d'arte mostrate su grande schermo. Dalla Cappella Brancacci (con gli affreschi di Masolino da Panicale e Masaccio, emblema del passaggio da Medioevo a Rinascimento) al Museo del Bargello che ospita il David di Donatello; dalla Cattedrale di Santa Maria del Fiore e la Cupola del Brunelleschi a Palazzo Medici; da Piazza della Signoria a Palazzo Vecchio sino alla Galleria dell'Accademia, che custodisce il David di Michelangelo Buonarroti.
Rilevanti ai fini della narrazione sono anche gli interventi di due personalità autorevoli nello studio della storia dell'arte:
- Antonio Natali, direttore della Galleria degli Uffizi dal 2006 al 2015, il quale dichiara “l'auspicio che si entri agli Uffizi con l'idea di conoscere e non di sbalordire. Conoscere un'opera d'arte vuol dire leggerla come si fa con un testo poetico, come un componimento letterario”
- Marco Ciatti, Soprintendente dell'Opificio delle pietre dure, che rivela i risultati delle analisi sull'Adorazione dei Magi di Leonardo da Vinci, tela incompiuta e prelevata dagli Uffizi nel 2011 per essere sottoposta a restauro.

Arricchiscono il film d'arte immagini aeree della città, realizzate grazie all'utilizzo di un elicottero e un drone e riprese esclusive in luoghi o punti di vista inediti, come la Cupola del Brunelleschi e Piazza della Signoria ripresa all'alba.

## Tecnologia e riprese
L'applicazione delle più recenti tecniche di 3D, 4K, modeling e dimensionalizzazione ha consentito allo spettatore un forte coinvolgimento.
L'utilizzo di bracci pneumatici, dolly e carrelli comandati elettronicamente ha permesso di raggiungere punti di vista inediti sulle architetture, e soprattutto sulle opere d'arte, con la massima precisione di movimento, offrendo al pubblico la possibilità di conoscere le opere come mai prima è stato possibile. 
Al film ha lavorato una troupe internazionale di 42 professionisti. Un progetto estremamente complesso perché la tecnologia 3D è lenta e impegnativa, richiede macchinari pesanti e ingombranti e tempi notevolmente più lunghi rispetto a quelli consueti, paragonabili solo a quelli di una produzione cinematografica ‘hollywoodiana’ realizzata però non all'interno di un classico set cinematografico, ma tra opere d'arte di inestimabile valore.
Il materiale cinematografico a disposizione della troupe era composto da:
- 2 Camere RED Epic Dragon 6K con ottiche Zeiss Masterprime
- Un braccio telescopico “supertechnocrane 50”, unito a una testata Flight Head, che ha permesso di alzare il punto di vista oltre i 15 metri, mantenendo la perfezione e la fluidità del movimento
- camere Red Dragon 6k, ottiche zoom angenieux e ottiche fisse zeiss masterprime rig stereotec mid size
- bracci Dolly Magnum con jib e testata girostabilizzata flight head e crane foxy adavanced

In aggiunta agli strumenti per le riprese da terra, si aggiungono per le riprese aeree:
- un elicottero con testata shot-over F1 nose mount
- un drone Octocopter 220 stabilizzato con testata gimbal dji ronin

## Stereografia
Oltre alla regia e alla fotografia, nei film d'arte 3D per la parte visuale si aggiunge un'altra figura chiave: lo stereografo. La stereografia si occupa di tutto l'art Design 3D del film, dall'inizio della produzione fino alle ultime fasi del Depth Grading. Lo stereografo lavora sullo spazio 3D con il regista e il direttore della fotografia, decide come rendere al meglio in 3D la visione del regista, con lo scopo di ottenere un maggior coinvolgimento del pubblico con l'azione.
Grazie ad un'attenta analisi cromatica, alla meticolosa interpretazione dei chiaroscuri, allo studio dei volumi, delle prospettive, alla scomposizione di ogni singolo elemento e al suo posizionamento alla giusta profondità, i grafici hanno dato vita ai dipinti permettendo agli spettatori di “entrare” in maniera inedita nella mente degli artisti che li hanno creati.
Sono 27 le opere dimensionalizzate nel film, tra cui lo Scudo con testa di Medusa di Caravaggio, la Primavera e la Nascita di Venere di Botticelli, l'Annunciazione di Leonardo e il Tondo Doni di Michelangelo.

## Produzione
La produzione Sky in collaborazione con Magnitudo Film ha svolto le riprese in più di 10 aree museali della città di Firenze. Si tratta del primo film d’arte realizzato sul capoluogo fiorentino.

## Distribuzione
Il film d’arte è uscito in 260 sale cinematografiche italiane il 3, 4 e 5 novembre 2015 e a seguire nelle sale di tutto il mondo da dicembre dello stesso anno, compresa la visione sui canali Sky Arte, Sky 3D e Sky On Demand.
Nel gennaio 2018 il film è stato trasmesso in prima serata anche nella puntata Firenze e gli Uffizi: L’arte della rivoluzione su La7 Speciale Atlantide con Andrea Purgatori e come ospiti Antonio Forcellino e Barbara Frale, registrando uno share del 2.64%.

## Incassi
Record di incassi nei cinema italiani è distribuito in 60 paesi del mondo e si è classificato tra i contenuti d’arte più visti nei cinema da sempre.

## Riconoscimenti e critica
- 2016 - Nastro d'Argento[3]
- «Un viaggio multidimensionale e multisensoriale nel Rinascimento Fiorentino attraverso le sue bellezze più rappresentative» (recensione su MyMovies.it, dicembre 2015)[4]
- «È un vero e proprio viaggio nel cuore del Rinascimento [...] Non c’è la volontà di stupire lo spettatore, quanto di far conoscere l’opera d’arte in questione anche attraverso punti di vista inediti» (recensione di Laura Siracusano su Cinematographe.it, novembre 2015)[5]

## Curiosità
- È il team interno di Sky che ha curato gli aspetti creativi del film, dall'ideazione del progetto, alla regia e sceneggiatura.
- Anche il team di lavoro dei Graphic Designers, così come quello degli Editor, è tutto interno a Sky, dove si stanno sviluppando know how specifici in grado di restituire risultati d'eccellenza nelle tecniche di grafica tridimensionale.
- Nella realizzazione del film, gli operatori hanno avuto la possibilità di accedere all'interno della Tribuna della Galleria degli Uffizi, normalmente visibile al pubblico solo da tre punti esterni.
- Il film svela in esclusiva il restauro in corso della tela incompiuta dell'Adorazione dei Magi, assente dalla Galleria degli Uffizi dal 2011 e che al momento delle riprese si trovava ancora nel laboratorio di restauro dell'Opificio delle Pietre Dure di Firenze.
- Il braccio telescopico “Supertechnocrane 50” è lo strumento che ha permesso allo spettatore di vedere per la prima volta il David di Michelangelo (4.10 m di altezza) negli occhi.

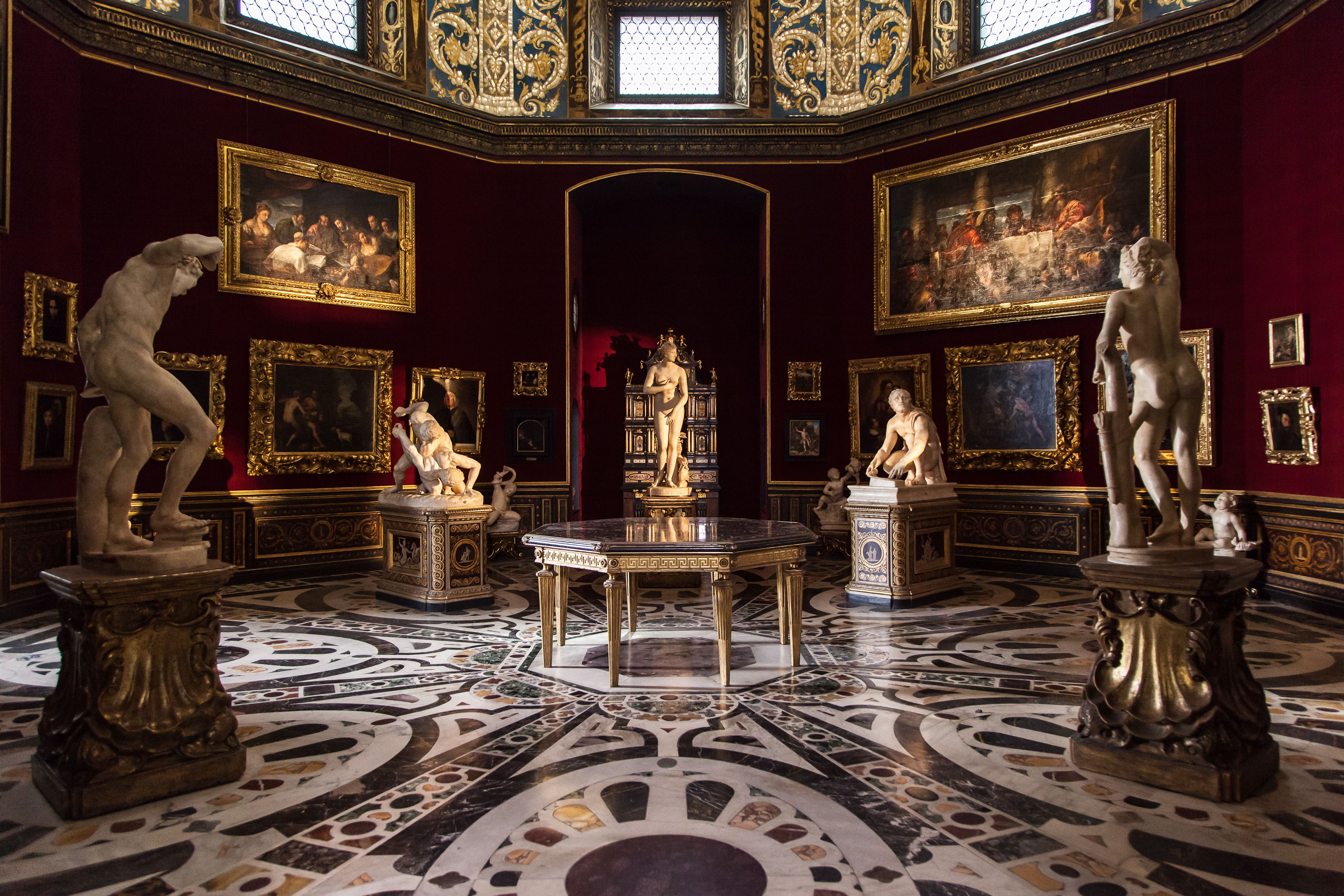
Tribuna degli Uffizi
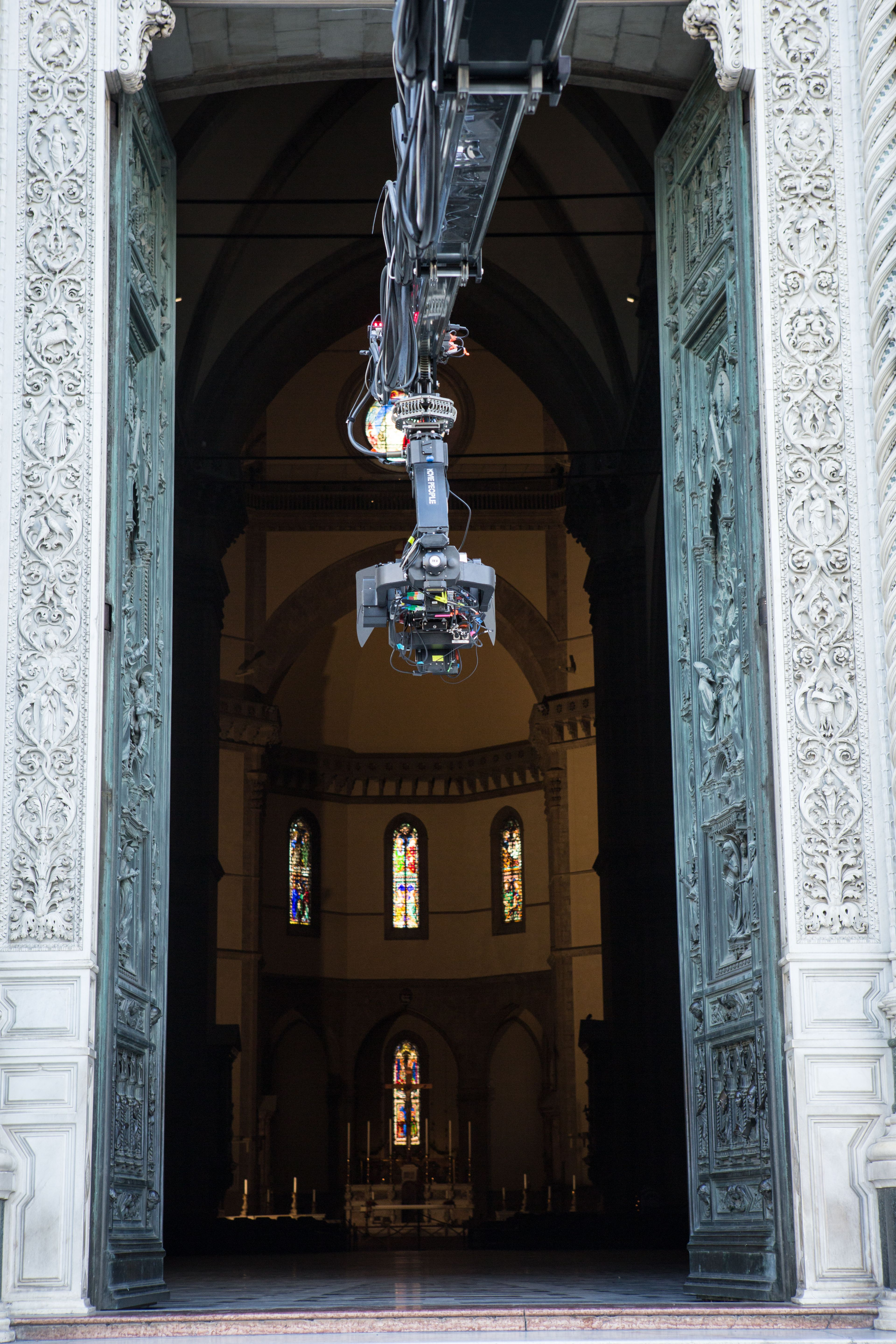
Santa Maria del Fiore
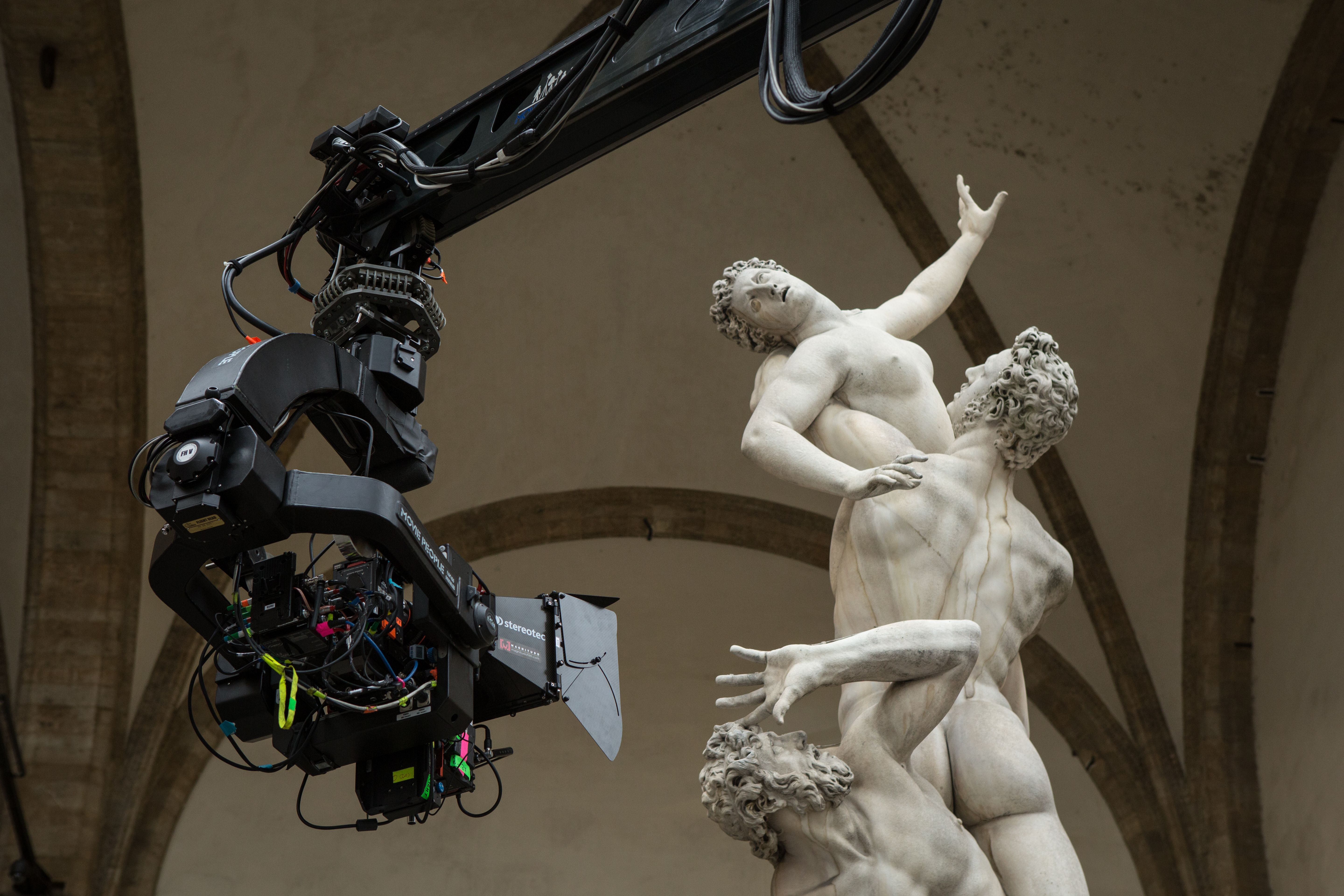
Ratto delle Sabine, Piazza della Signoria
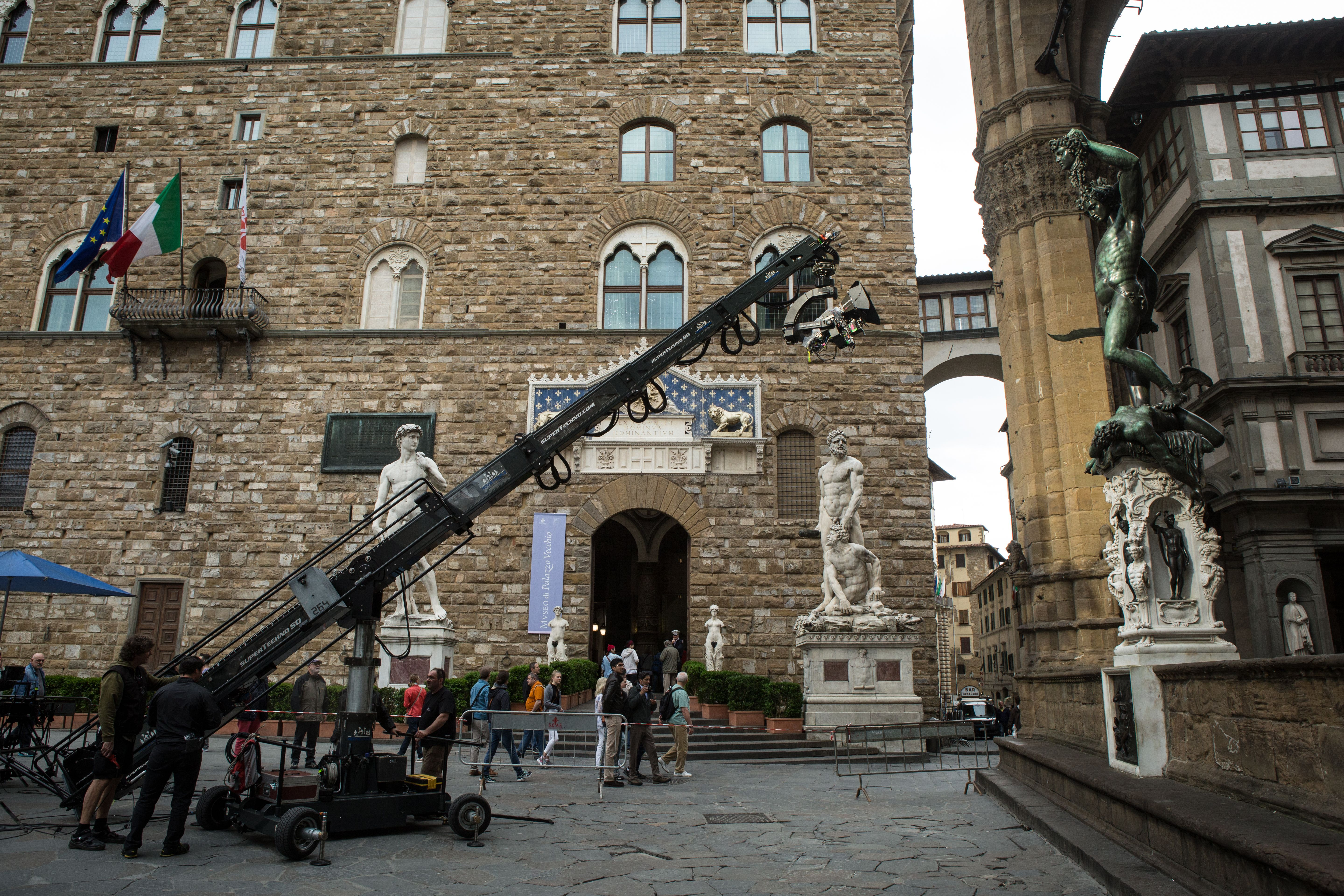
Piazza della Signoria
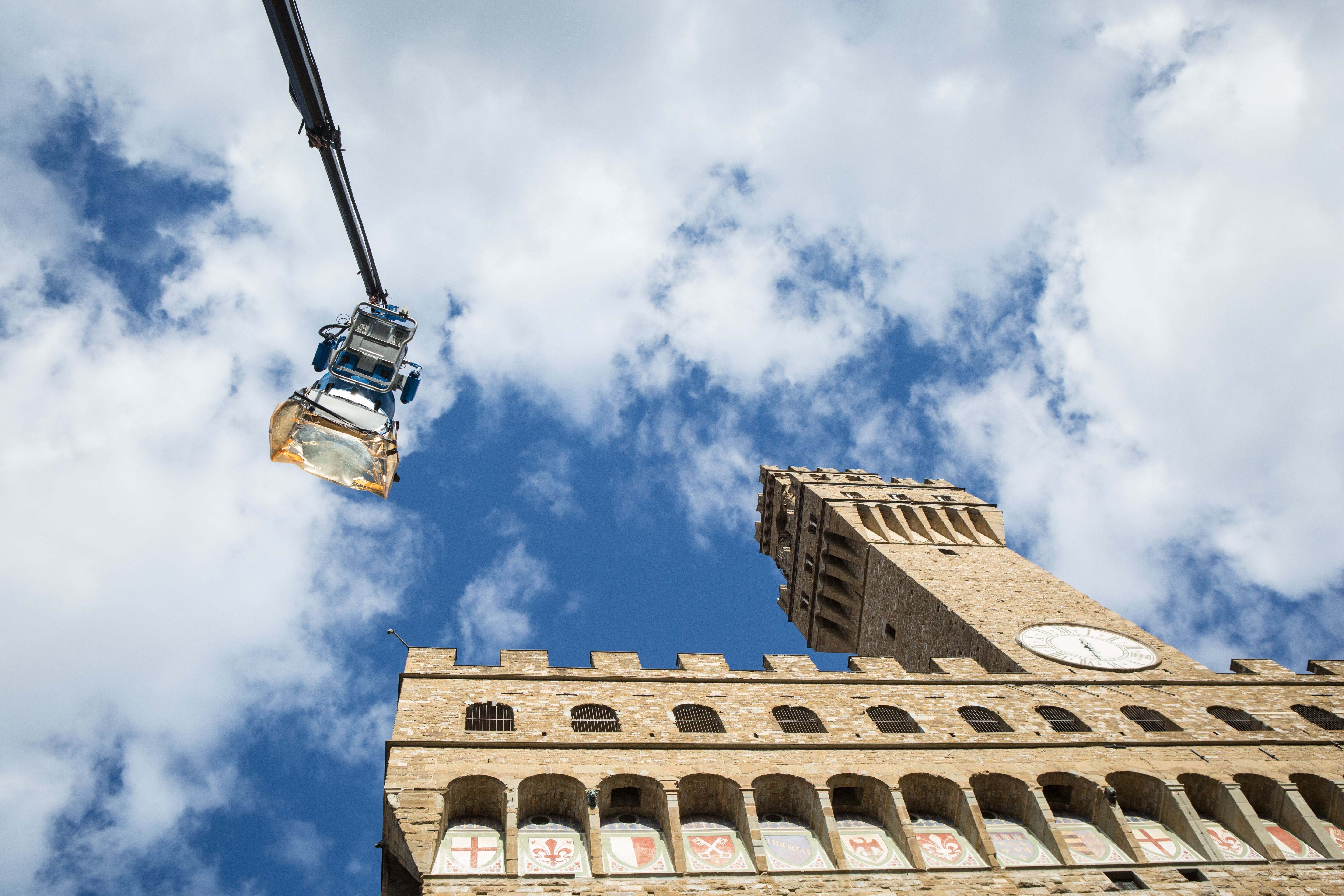
Palazzo Vecchio
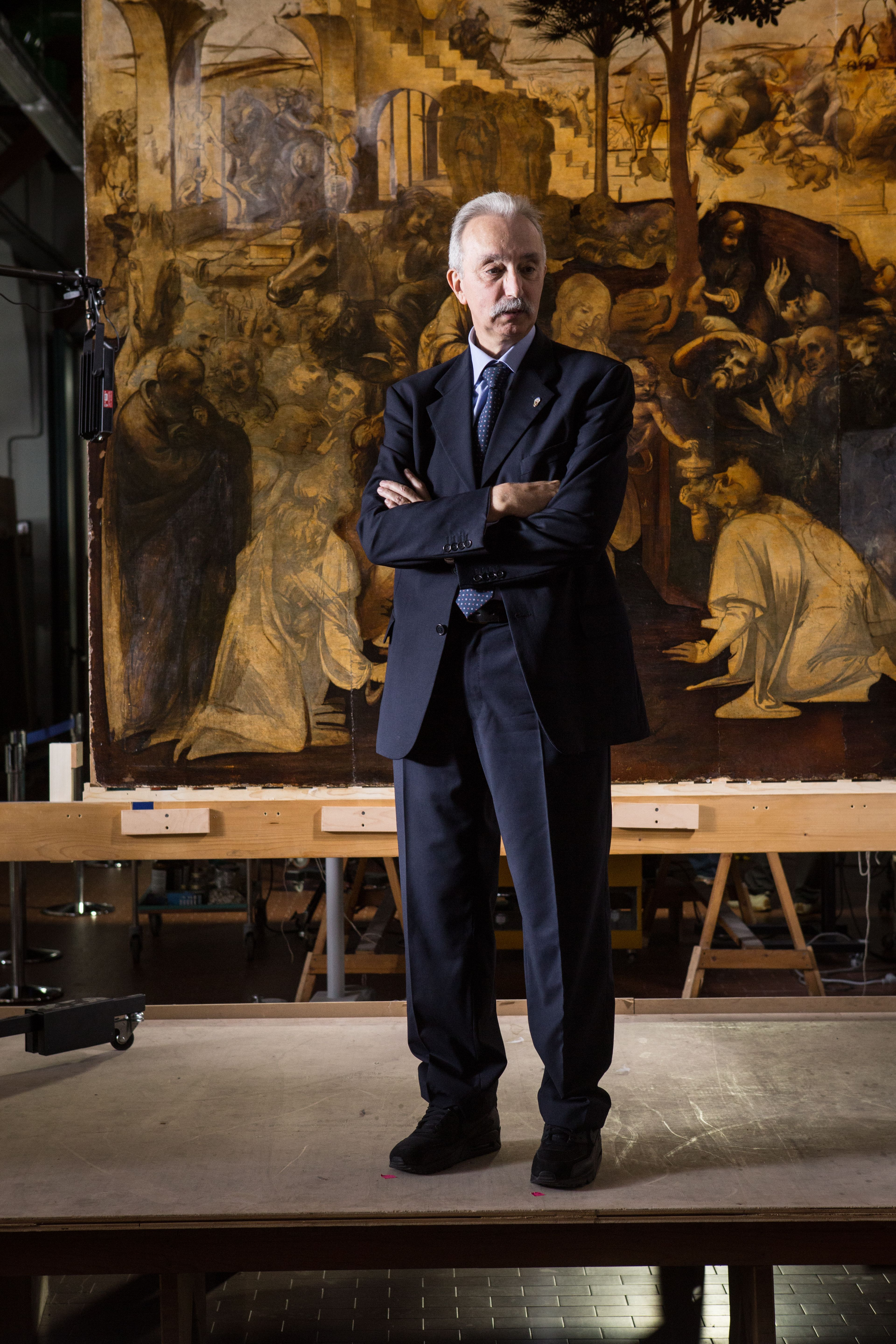
Marco Ciatti, Opificio Pietre Dure
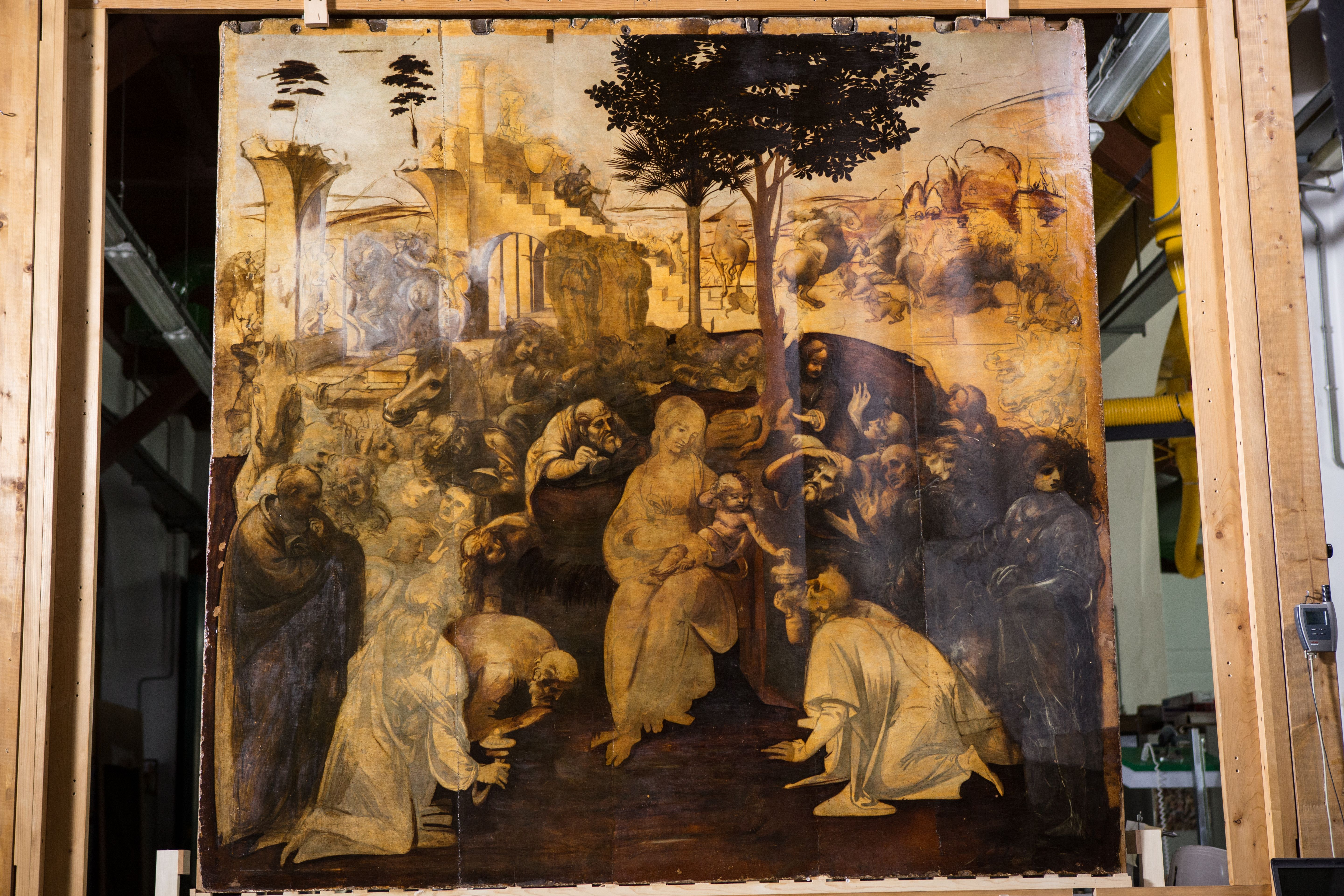
Adorazione dei Magi
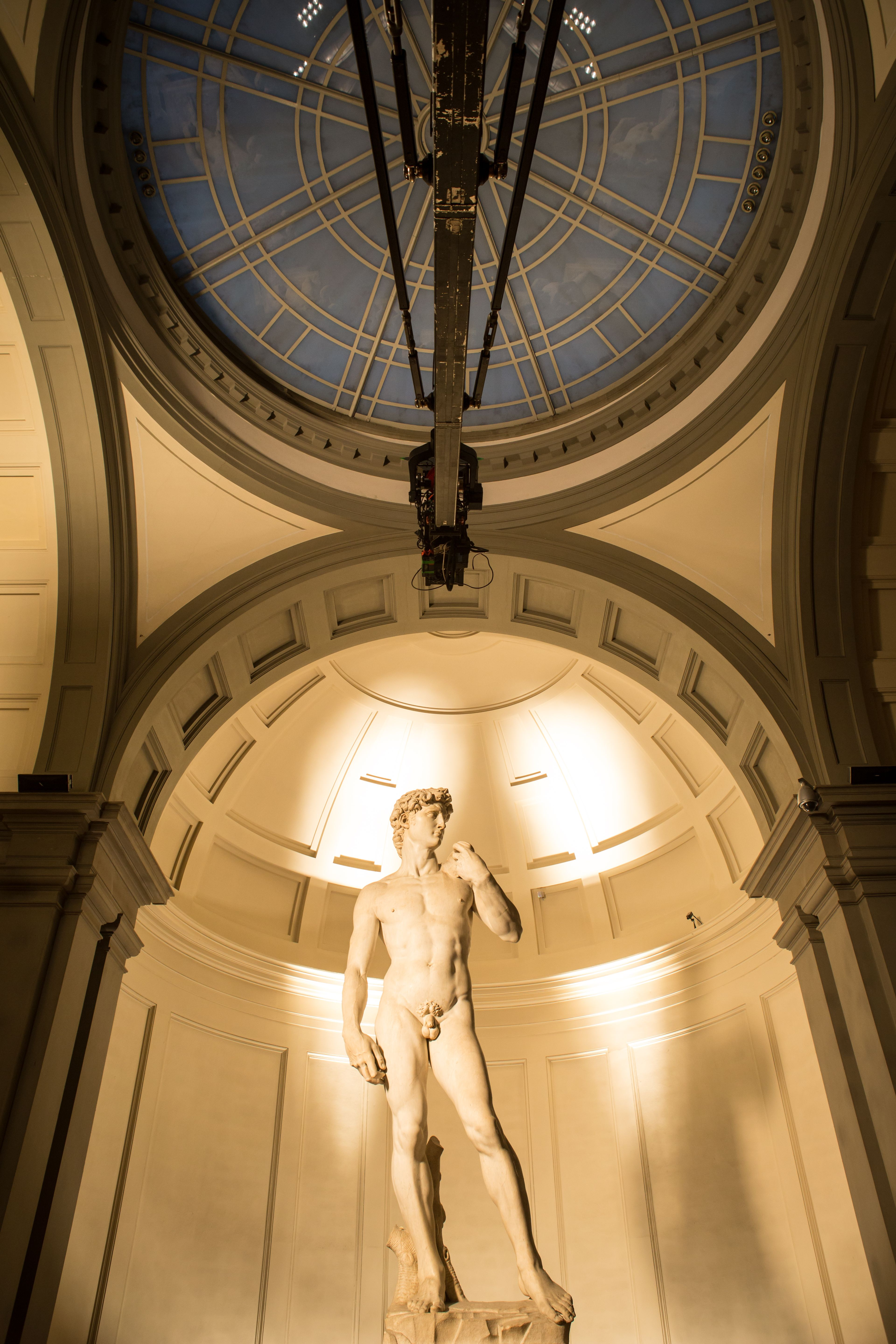
David di Michelangelo
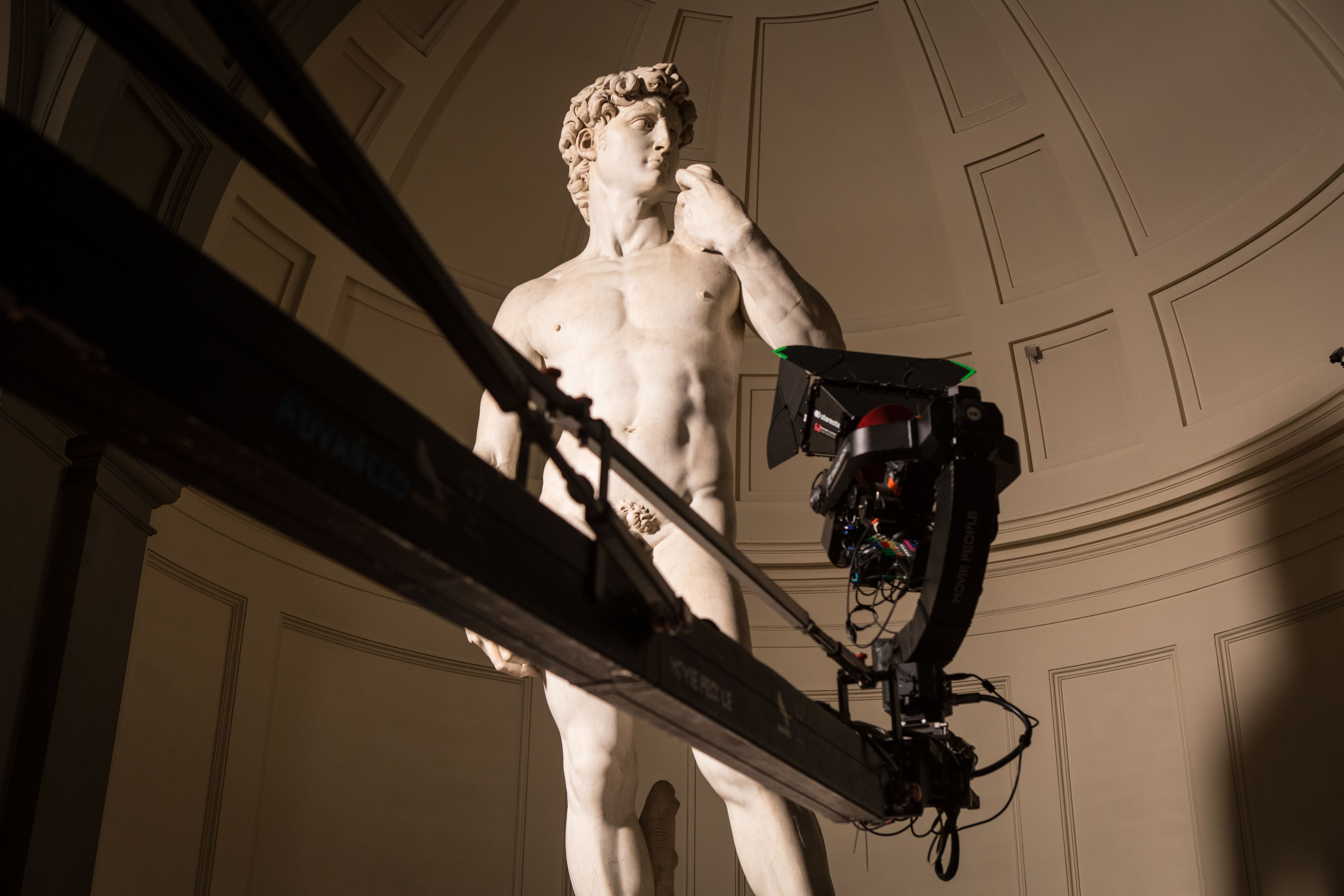
David di Michelangelo
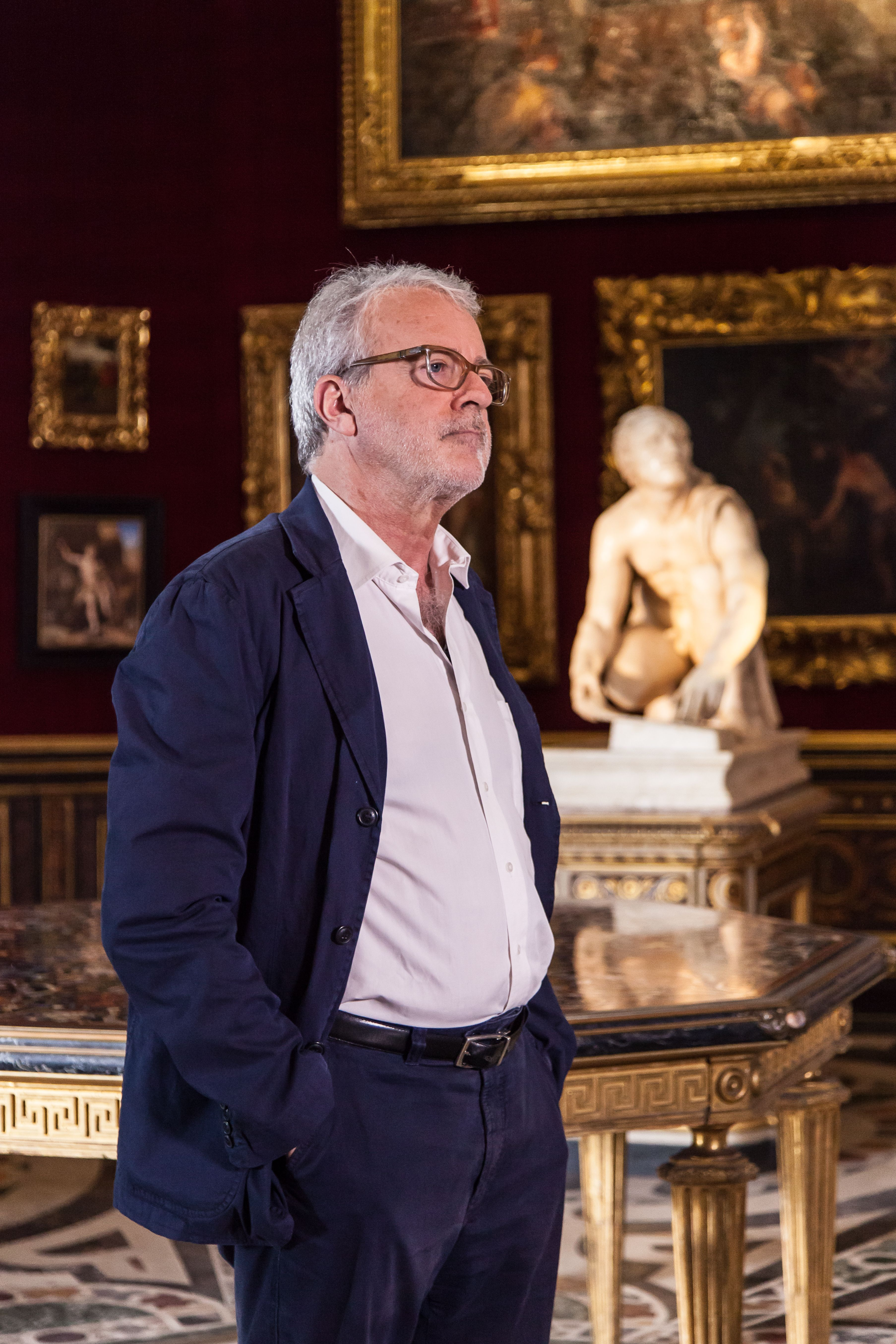
Antonio Natali, Direttore Uffizi

## Opere
Sono state riprese 150 opere suddivise tra 10 location:
- A. Di Cambio, Giotto, A. Pisano, F. Talenti, Santa Maria del Fiore, 1296-1359, 153x38 m, Firenze, Piazza del Duomo
- F. Brunelleschi, Cupola di Santa Maria del Fiore, 1420-1434, 117 m, Firenze, Piazza del Duomo
- G. Vasari, F. Zuccari, Giudizio Universale, 1572-1579, 3.600 m², Firenze, Santa Maria del Fiore (affresco)
- Donatello, Incoronazione della Vergine, 1434-1437, disegno preparatorio per vetrata 480 ø cm, Firenze, Santa Maria del Fiore
- L. Ghiberti, Assunzione della Vergine, 1404-1405, disegno preparatorio per vetrata, 480 ø cm, Firenze, Santa Maria del Fiore
- Donatello, Marzocco, 1418-1420, pietra serena, 135.5x38x60 cm, Firenze, Museo Nazionale del Bargello
- Donatello, San Giorgio, 1415-1417, marmo apuano, 209 cm, Firenze, Museo Nazionale del Bargello
- Donatello, David, 1440, bronzo dorato, 158 cm, Firenze, Museo Nazionale del Bargello
- Masolino da Panicale, Masaccio, Cappella Brancacci, 1424-1428, affreschi, Firenze, Santa Maria del Carmine
- B. Gozzoli, Cappella dei Magi, 1459-1464, affreschi, Firenze, Palazzo Medici Riccardi
- S. del Pollaiolo, Salone dei Cinquecento, 1494, 54x23x18 m, Firenze, Palazzo Vecchio
- L. da Vinci, Battaglia di Anghiari – Tavola Doria, 1503, olio su tavola di pioppo, 86x115 cm, Firenze, Palazzo Vecchio
- Donatello, Giuditta e Oloferne, 1457-1464, bronzo, 236 cm, Firenze, Palazzo Vecchio
- B. Bandinelli, Ercole e Caco, 1525-1534, marmo bianco, 505 cm, Firenze, Piazza della Signoria
- Giambologna, Ratto delle Sabine, 1574-1580, marmo, 410 cm, Firenze, Piazza della Signoria
- B. Cellini, Perseo con la testa di Medusa, 1545-1554, bronzo, 319 cm, Firenze, Piazza della Signoria
- B. Ammannati, Fontana del Nettuno, 1563-1565, Firenze, Piazza della Signoria
- Giotto, Madonna d'Ognissanti, 1310, dipinto a tempera su tavola, 325x204 cm, Firenze, Galleria degli Uffizi
- G. da Fabriano, Adorazione dei Magi, 1423, dipinto a tempera e oro su tavola, 173x228 cm, Firenze, Galleria degli Uffizi
- L. da Vinci, Annunciazione, 1472-1475, dipinto a olio su tavola e tempera, 98x217 cm, Firenze, Galleria degli Uffizi
- L. da Vinci, Adorazione dei Magi, 1481-1482, dipinto a olio su tavola e tempera grassa, 246x243 cm, Firenze, Galleria degli Uffizi
- P. della Francesca, Ritratto dei Duchi di Urbino, 1465-1472, dipinto a olio su tavola, 47x66 cm, Firenze, Galleria degli Uffizi
- M. Buonarroti, Tondo Doni, 1506-1508, dipinto a tempera su tavola, 120 ø cm, Firenze, Galleria degli Uffizi
- R. Sanzio, Madonna del Cardellino, 1506, dipinto a olio su tavola, 107x77 cm, Firenze, Galleria degli Uffizi
- Tiziano, Venere di Urbino, 1538, dipinto a olio su tela, 119x165 cm, Firenze, Galleria degli Uffizi
- S. Botticelli, Primavera, 1477-1482, dipinto a tempera su tavola, 203x314 cm, Firenze, Galleria degli Uffizi
- S. Botticelli, Nascita di Venere, 1482-1485, dipinto a tempera su tela di lino, 172x278 cm, Firenze, Galleria degli Uffizi
- M. Buonarroti, David, 1501-1504, marmo, 410 cm, Firenze, Galleria dell'Accademia
- S. Botticelli, Calunnia, 1494, dipinto a tempera su tavola, 62x91 cm, Firenze, Galleria degli Uffizi
- A. Del Sarto, Madonna delle Arpie, 1517, dipinto a tempera su tavola, 207x178 cm, Firenze, Galleria degli Uffizi
- M. Merisi da Caravaggio, Scudo con testa di Medusa, 1597, olio su tela, 60x55 cm, Firenze, Galleria degli Uffizi
- A. Gentileschi, Giuditta che decapita Oloferne, 1620, olio su tela, 199x162.5 cm, Firenze, Galleria degli Uffizi
- P. Uccello, Resurrezione, 1443, vetrata, 480 ø cm, Firenze, Santa Maria del Fiore

## Colonna sonora
La colonna sonora originale è stata composta da Matteo Curallo.